# Theodor de Bry
Théodore de Bry (Liegi, 1528 – Francoforte sul Meno, 27 marzo 1598) è stato un editore, tipografo e incisore belga che ha operato in Germania. Fu uno dei capostipiti della famiglia di artisti calvinisti de Bry.

## Biografia
Il suo primo maestro è stato molto probabilmente il padre, l'orafo Thiry de Bry il Giovane. Non sembra risponda a verità l'affermazione che si sia rifugiato a Strasburgo per motivi religiosi dopo essere stato bandito dalla città e condannato alla confisca dei beni per aver aderito alla Riforma protestante: si era infatti stabilito a Strasburgo già nel 1560, prima di questo bando. Strasburgo era allora una città prospera, che aveva accettato il Protestantesimo ed era divenuta un importante centro artistico per aver accolto, fra i profughi immigrati per motivi religiosi, numerosi orafi e incisori. A Strasburgo Théodore sposò Catherine Esslinger ed ebbe una figlia, Maria Magdalena, che nel 1617 sposò l'incisore e disegnatore Matthäus Merian.
Nel 1577 si trasferì ad Anversa, anch'egli come orafo, poi soggiornò a Londra tra il 1587 e il 1588, dove insieme al geografo Richard Hakluyt raccolse racconti e illustrazioni di varie esplorazioni europee, ad esempio da opere di Jacques Le Moyne de Morgues, Girolamo Benzoni e Bartolomé de Las Casas. Quando si stabilì a Francoforte sul Meno, ne chiese la cittadinanza.
Morì a Francoforte il 27 marzo 1598, all'età di settant'anni. L'attività di editore fu continuata dai figli Johann Theodor De Bry (noto per aver dato alle stampe le opere di esponenti rosacrociani) e Johann Israel De Bry (patrigno di Lucas Jennis). Costoro, con la collaborazione di Matthäus Merian, genero di Johann Theodor, completarono  le edizioni dei Grandi Viaggi e dei Piccoli Viaggi che erano state interrotte nel 1590.
Una riproduzione di un'incisione su rame di Theodor de Bry del 1594 è pubblicata sulla rivista Max Planck Research. Si vede un principe Inca nel luogo dove si trova Panama che consegna al generale Balboa gioielli, vasellami e altri oggetti artistici che venivano poi fusi, spesso per ottenere dei dischi d'oro di 19 carati e 3/4 di 12 cm di diametro, uno dei quali è anch'esso riprodotto e commentato sulla stessa rivista tedesca.

## Galleria d'immagini

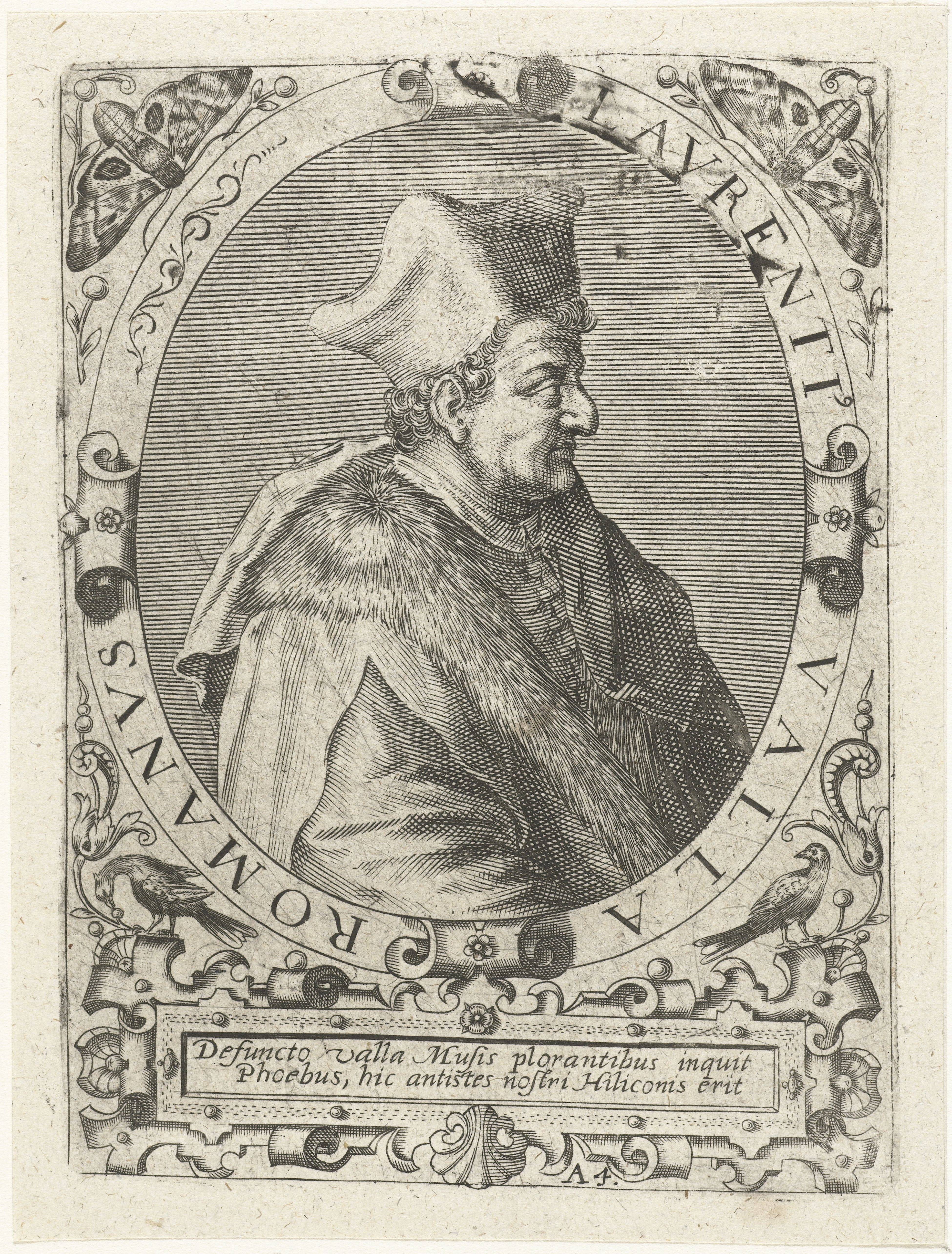
Theodor de Bry, Lorenzo Valla
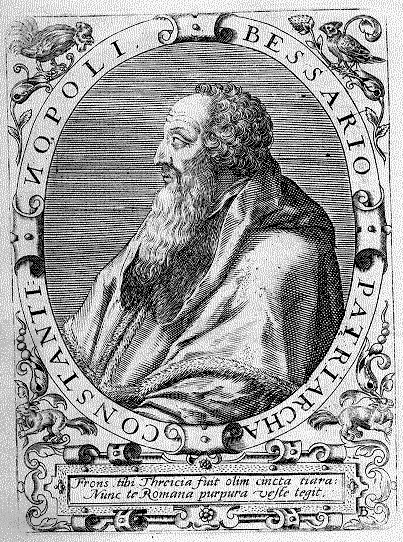
Theodor de Bry, Il cardinale Basilio Bessarione
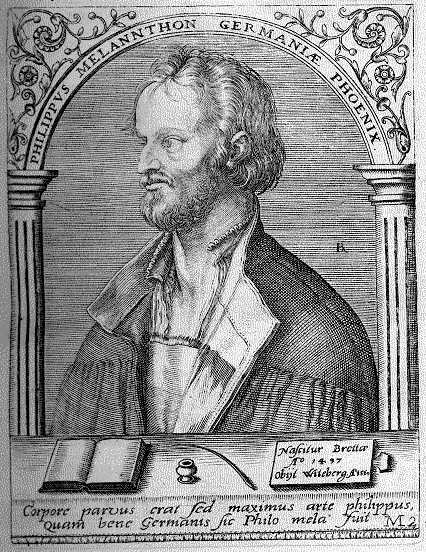
Theodor de Bry, Filippo Melantone
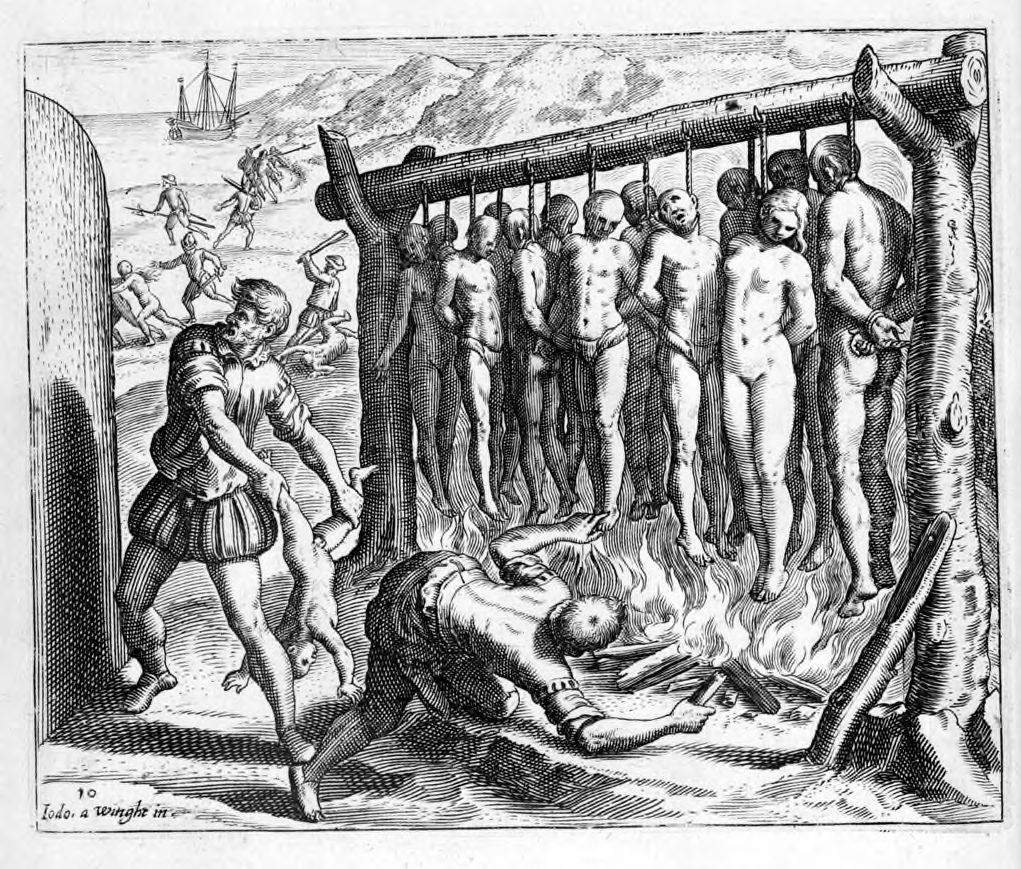
Theodor de Bry, Massacro di indigeni nelle Americhe